# Adam Skwarczyński
Adam Franciszek Ksawery Skwarczyński, ps. Stary, Adam Śliwiński, Adam Płomieńczyk i in. (ur. 3 grudnia 1886 w Wierzchni Dolnej, zm. 2 kwietnia 1934 w Warszawie) – polski działacz niepodległościowy, polityk w okresie II Rzeczypospolitej, jeden z głównych ideologów obozu piłsudczykowskiego, publicysta i wolnomularz, kawaler Orderu Virtuti Militari.

## Młodość
Urodził się w rodzinie o tradycjach patriotycznych, nobilitowanej w 1780 r., jego ojciec Wincenty Skwarczyński h. własnego (Zadora odmienna) brał udział w powstaniu styczniowym. Matka – Maria z Gnoińskich – była córką powstańca listopadowego. Miał brata Stanisława. Po śmierci ojca, w 1888 cała rodzina przeniosła się do Lwowa. Tam Adam Skwarczyński rozpoczął, będąc jeszcze w gimnazjum, działalność w ruchu niepodległościowym. Wraz z Tadeuszem Dąbrowskim założył organizację o nazwie Polska Młodzież Narodowa Bezpartyjna (kierowana była przez tajny zespół „Świt”, którego struktura wzorowana była na masonerii). W swojej działalności sprzeciwiał się ideom konserwatywnym, zbliżony był zaś wówczas do haseł niepodległościowego socjalizmu. Pozostawał jednocześnie pod wpływem pism Edwarda Abramowskiego, Stanisława Brzozowskiego i Karola Marksa. W tym czasie spotkał Józefa Piłsudskiego, z którym związał później swą polityczną działalność.

## Działalność niepodległościowa
Po zdaniu matury, rozpoczął studia polonistyczne, chcąc zostać nauczycielem. W 1905 roku został słuchaczem na Wydziale Filozoficznym Uniwersytetu Lwowskiego. W 1908 został jednym z pobierających nauki w Niższej Szkole Wojskowej, zorganizowanej przez Związek Walki Czynnej (ZWC). Ukończył kurs podoficerski i oficerski, a następnie został jednym z wykładowców w Szkole.  Był członkiem Związku Walki Czynnej. Był jednym ze współzałożycieli ponadpartyjnej organizacji niepodległościowej „Życie”, organizował także nielegalną szkołę, w której wykładowcami byli m.in. Feliks Perl i Witold Jodko-Narkiewicz. W 1909 wszedł w skład redakcji czasopisma socjalistycznego „Promień”, w którym zaczął publikować artykuły na tematy polityczne (najczęściej polemizując z myślą nacjonalistyczną).

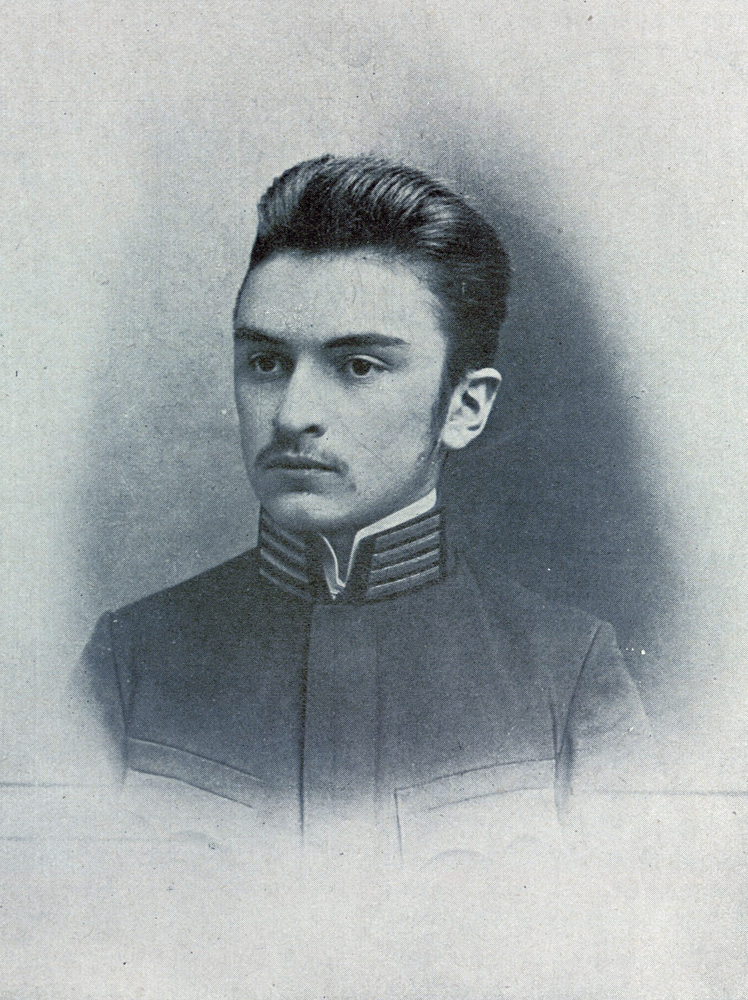
Adam Skwarczyński – gimnazjalista

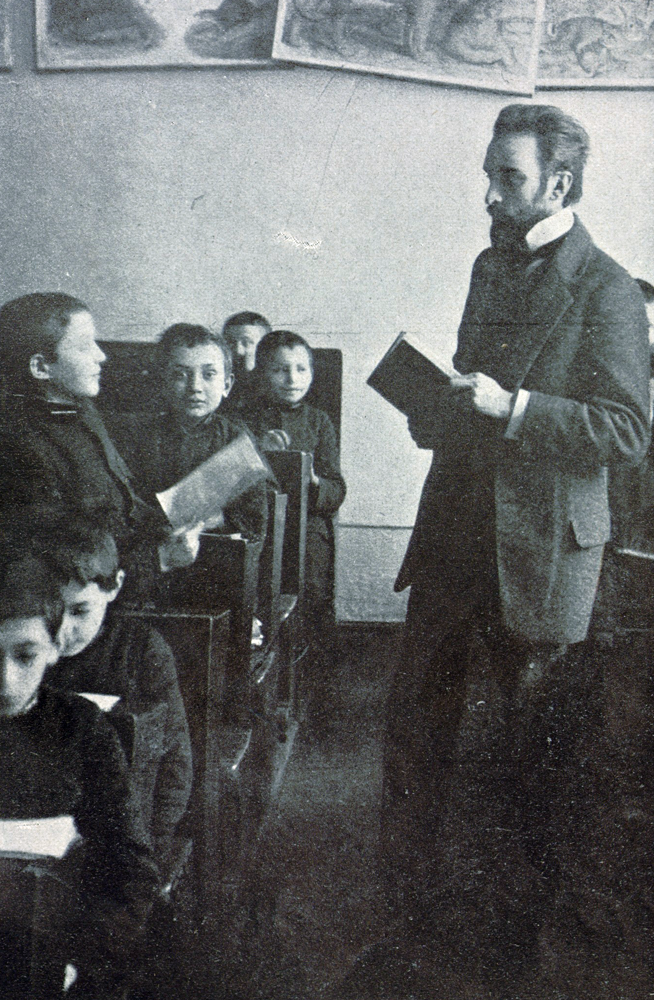
Adam Skwarczyński prowadzi lekcję w gimnazjum

W 1910 został członkiem „Strzelca”. Po ukończeniu studiów został nauczycielem w gimnazjum w Rohatynie. W tym czasie publikował swe przemyślenia m.in. w tygodniku „Życie”, założonym przez Gustawa Daniłowskiego. Po powrocie do Lwowa, uczył w IV i VII gimnazjum, został także komendantem Oddziału Żeńskiego Związku Strzeleckiego. Jednocześnie pracował w czasopiśmie „Przedświt”.
Po wybuchu I wojny światowej wstąpił do I Brygady Legionów, gdzie został oficerem sztabu. Brał udział w walkach niedaleko Kielc, po których został awansowany na zastępcę dowódcy służby wywiadowczej Brygady. W maju 1915 został wysłany przez Piłsudskiego jako przedstawiciel przy Departamencie Wojskowym Naczelnego Komitetu Narodowego do organizowania naboru ochotników do Legionów z Królestwa Kongresowego. W lipcu tego samego roku realizował podobne zadanie we Lwowie. Nieco później, ścigany przez policję, przybył do Warszawy, gdzie rozpoczął (pod pseudonimem „Adam Śliwiński”) działalność w Polskiej Organizacji Wojskowej (POW). W marcu 1916 ponownie wezwany do Brygady, przez krótki czas był dowódcą kompanii. Następnie znów trafia do Warszawy, gdzie prowadził tajną pocztę POW. We wrześniu 1916 zostaje członkiem Komendy Głównej POW, blisko współpracując m.in. z Walerym Sławkiem. Stworzył i kierował z Warszawy działającą we Lwowie Polską Organizacją Niepodległości. W tym czasie wraz z Tadeuszem Hołówką założył pismo „Rząd i Wojsko”, którego został redaktorem naczelnym. Był pracownikiem Biura Komisji Wojskowej Tymczasowej Rady Stanu. 
Wszedł w skład tajnej Organizacji A Konwentu porozumiewawczego ugrupowań lewicy niepodległościowej. Wkrótce potem został aresztowany. Przetrzymywano go w Twierdzy Modlin.

## II Rzeczpospolita
Zwolniony 12 listopada 1918, został szefem działu politycznego „Gazety Nowej”, od stycznia 1919 „Gazety Polskiej”. Wkrótce potem objął stanowisko jej redaktora naczelnego, jednocześnie publikując na łamach czasopisma „Rząd i Naród”. Na początku 1920 był jednym z twórców pisma „Naród”. W tym czasie wydał broszurę pt. Cele wojny na wschodzie, opisując w niej rolę Polski jako państwa mającego wypełnić misję pokojową w Republice Litewskiej i na Ukrainie. Ożenił się z Anną Prądzyńską.
W 1922 wraz z m.in. Adamem Kocem, Januszem Jędrzejewiczem i Tadeuszem Hołówką założył miesięcznik „Droga”. W tym samym roku współuczestniczył w tworzeniu Powszechnego Uniwersytetu Korespondencyjnego. W 1925 wydał pamflet ostro atakujący generała Władysława Sikorskiego. W 1926, podczas przewrotu majowego, opowiedział się po stronie Piłsudskiego. Wydawał w tym czasie „Nakaz Chwili”, pismo w którym publikował artykuły na temat przewidywanej przez niego rewolucji moralnej, która miała nastąpić wraz z wprowadzeniem rządów sanacji. Po zamachu majowym został szefem referatu społecznego w Kancelarii Cywilnej Prezydenta RP. W 1929, na skutek infekcji wywołanej gruźlicy, doszło do operacji, podczas której lekarze zmuszeni byli amputować Skwarczyńskiemu obie nogi. Pomimo tego uczestniczył w tworzeniu organizacji antyendeckich młodzieżowych organizacji Legion Młodych i Straż Przednia oraz pisma „Kuźnia Młodych”. Inspirował także utworzenie Centralnego Komitetu dla spraw Młodzieży Wiejskiej i Towarzystwa Wiejskich Uniwersytetów Regionalnych, organizacji dążących do podnoszenia poziomu kulturalnego na wsi.
Zmarł 2 kwietnia 1934 w Warszawie. Adam Skwarczyński spoczywa na cmentarzu Powązkowskim w Warszawie (kwatera 229 przed-3-9).

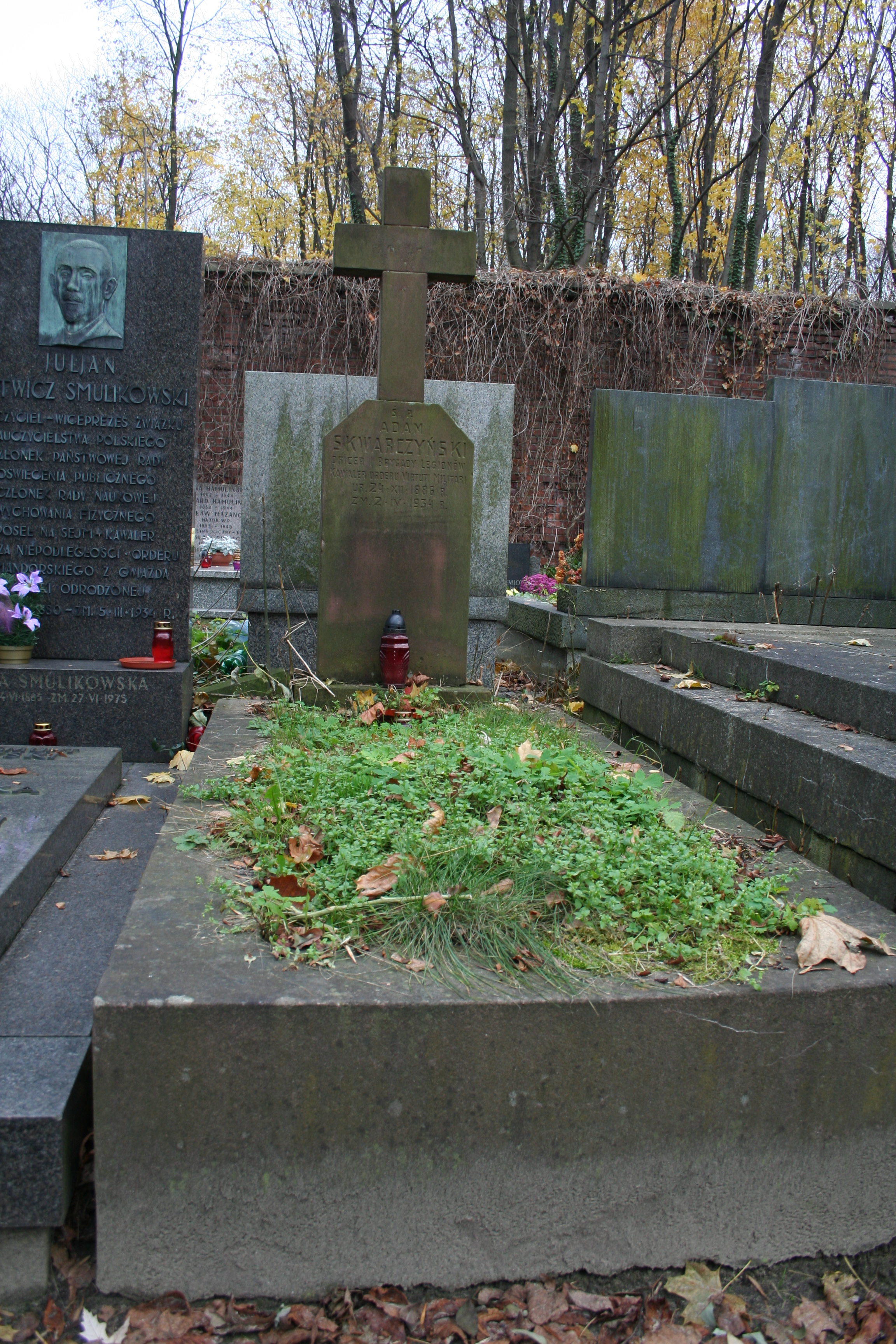
Grób Adama Skwarczyńskiego na cmentarzu Powązkowskim

## Publikacje
- Armja Austro-Węgierska: (na podstawie H. Schmida: Heerwesen. 2, Teil), Warszawa 1916, pod ps. „Adam Płomieńczyk”.
- Józef Piłsudski. Sylwetka wodza legionów, Kijów 1917.
- Myśli o nowej Polsce[7], Warszawa 1931.

- Wskazania[8], Warszawa 1934.

- Historia posłuszna woli ludzkiej, Katowice 1986.
- Adam Skwarczyński – od demokracji do autorytaryzmu (oprac. Daria Nałęcz), Warszawa 1998, ISBN 83-7059-288-0.

Wszystkie jego utwory objęte były w 1951 zapisem cenzury w Polsce, podlegały natychmiastowemu wycofaniu z bibliotek.

## Ordery i odznaczenia
- Krzyż Srebrny Orderu Wojskowego Virtuti Militari nr 4955 (1921)[10]
- Wielka Wstęga Orderu Odrodzenia Polski (pośmiertnie, 4 kwietnia 1934)[11]
- Krzyż Niepodległości (12 marca 1931)[12][13]
- Krzyż Oficerski Orderu Odrodzenia Polski (10 listopada 1928)[14]
- Krzyż Walecznych
- Złoty Krzyż Zasługi (10 listopada 1933)[15]